# Partició dels Alps

Les 26 seccions de la Partició dels Alps.

La Partició dels Alps és una classificació de la cadena alpina adoptada l'any 1924 amb motiu del IX Congrés Geogràfic Italià i oficialitzada l'any 1926. Les subdivisions dels Alps van ser establertes sobre la base del document "Noms i límits dels grans sectors del Sistema Alpí" (Nomi e limiti delle grandi parti del Sistema Alpino).
La divisió principal individualitza tres grans sectors: Alps occidentals, Alps centrals i Alps orientals, subdividides a la vegada en 26 seccions i 112 grups. Per a facilitar la memorització de la seqüència de les seccions que formen la divisòria d'aigües principal, s'utilitzava a les escoles elementals al frase: MA COn GRAn PENa LE RE-CA GIÙ

## Particularitat
Per primera vegada, la Partició dels Alps considerava el conjunt de la cadena alpina i no únicament a la part pròpia del territori italià. Aquesta classificació encara era italico-cèntrica, perquè no assumia la bipartició i en general les classificacions del sistema alpí que s'usaven en altres estats, i errònia, perquè inclou a la cadena alpina territoris que segons altres estudis no formen part d'ella.
Les principals divergències entre la tradicional Partició dels Alps i l'actual SOIUSA són: 
- La inclusió de la part meridional de la Provença, que segons els estudis de Raoul Blanchard no forma part del sistema alpí.
- Segons la literatura geogràfica francesa, els massissos de la Vaucluse, Lure i Luberon no en formen part.
- La inclusió d'algunes àrees septentrionals de la secció dels Prealps suïssos, que segons la literatura suïssa no pertanyen geogràficament a al sistema alpí, sinó a l'altiplà suís (Schweizer Mittelland).
- Els Alps Nòrics comprenen un territori molt més extens (a més dels Alps Nòrics pròpiament dits, els Tauern i los Alps d'Estíria i de Carítia i els Alps de Tux) d'aquells individualitzats per la literatura geogràfica austríaca.
- Els Alps Bavaresos, els Alps de Salzburg i els Alps Austríacs no corresponen a l'aspecte orogràfic individualitzat per la literatura geogràfica moderna austriacista-alemanya.
- La inclusió del Carso al sistema alpí.

L'any 2005, amb el propòsit de superar els problemes i les incongruències de les altres subdivision existens, va ser presentada la Subdivisió Orogràfica Internacional Unificada del Sistema Alpí o (SOIUSA) (en italià, Suddivisione Orografica Internazionale Unificata del Sistema Alpino).

## Alps Occidentals
Els Alps occidentals van des del Bocchetta di Altare al coll Ferret. El cim més elevat és el Mont Blanc (4.810 m). Els Alps occidentals es subdivideixen a la vegada en:
- Alps Marítims (1)
  - Alps Lígurs (1.a)
  - Alps del Varo (1.b)
- Alps Cozie (2)
  - Alps del Monviso (2.a)
  - Alps de Montginebre (2.b)
  - Alps del Mont Cenis (2.c)
- Alps de Graies (3)
  - Massís del Gran Paradiso (3.a)
  - Alps de la Tarantasia (3.b)
  - Massís del Mont Blanc (3.c)
- Alps de Provença (4)
  - Massís de l'Asse (4.a)
  - Massís del Bleone (4.b)
- Alps del Delfinat (5)
  - Massís del Champsaur (5.a)
  - Massís del Pelvoux (5.b)
  - Alps de Moriana (5.c)
- Prealps de la Provença (6)
  - Chaînes des Plans (6.a)
  - Muntanya de Sainte Victoire (6.b)
  - Massís de la Sainte Baume (6.c)
  - Muntanyes de Maures i Esterel (6.d)
- Prealps del Delfinat (7)
  - Muntanya del Luberon (7.a)
  - Muntanya de Valclusa (7.b)
  - Massís del Dévoluy (7.c)
  - Vercors (7.d)
- Prealps de la Savoia (8)
  - Prealps de Chablais (8.a)
  - Cadena de Reposoir (8.b)
  - Baujes (8.c)
  - Massís de la Grande Chartreuse (8.d)

## Alps Centrals
Els Alps Centrals van des del coll Ferret al pas de Brènero. El cim més elevat és la Monte Rosa (4.611 m). Els Alps centrals es subdivideixen a la vegada en:
- Alps Penins (9)
  - Alps del Valais (9.a)
  - Grup de la Val Sesia (9.b)
- Alps Lepontins (10)
  - Grup del Monte Leone (10.a)
  - Grup de l'Adula (10.b)
  - Alps del Tesino (10.c)
- Alps Rètics (11)
  - Grup de l'Albula i Silvretta (11.a)
  - Grup del Plessur (11.b)
  - Cadena del Reticon (11.c)
  - Grup del Fervall (11.d)
  - Grup del Bernina (11.e)
  - Grup del Umbraglio (11.f)
  - Alps Venoste (11.g)
  - Alps Breonie (11.h)
  - Alps Sarentins (11.i)
  - Grup del'Ortles (11.j)
  - Monts de la Val di Non (11.k)
  - Grup de l'Adamello (11.l)
  - Dolomites de Brenta (11.m)
- Alps Bernesos (12) 
  - Massís del Finsteraarhorn (12.a)
  - Grup del Wildhorn (12.b)
  - Alps d'Uri (12.c)
- Alps de Glaris (13)
  - Grup del Tödi (13.a)
  - Grup de la Sardona (13.b)
- Prealps suïssos (14)
  - Prealps de la Simmental (14.a)
  - Prealps de l'Emmental (14.b)
  - Prealps de la Linth (14.c)
- Alps Bavaresos (15)
  - Alps de l'Algovia (15.a)
  - Alps de la Lechtal (15.b)
  - Monts de l'Achensee (15.c)
- Prealps Llombards (16)
  - Prealps de Lugano (16.a)
  - Alps d'Orobie (16.b)
  - Prealps de Bèrgam (16.c)
  - Prealps de Brescia (16.d)
  - Prealps Giudicarie (16.e)
  - Grup del Monte Baldo (16.f)

## Alps Orientals
Els Alps orientals van des del pas de Brènero a la ciutat de Fiume. El cim més elevat és la Marmolada (3.341 m). Els Alps orientals es subdivideixen a la vegada en:
- Alps Nòrics (17)
  - Tuxer Gebirge (17.a)
  - Alps de Zillertal (17.b)
  - Hohe Tauern (17.c)
  - Niedere Tauern (17.d)
  - Alps de Caríntia (17.e)
- Dolomites (18)
  - Alps de Gardena i Fassa (18.a)
  - Grup de la Marmolada (18.b)
  - Alps d'Ampezzo i Cadore (18.c)
  - Alps de Valsugana i de Primiero (18.d)
- Alps Càrnics (19)
  - Alps de la Gail (19.a)
  - Alps de Tolmezzo (19.b)
- Alps Julians (20)
  - Alps Julians septentrionals (20.a)
  - Alt Carso (20.b)
    - Altiplà de la Bainsizza (20.b.a)
    - Selva de Tarnova (20.b.b)

  - Carso Corniolino (20.c)
    - Selva Piro (20.c.a)
    - Carso de Postumia (20.c.b)
    - Carso de la Carniola (20.c.c)
- Caravanche (21)
  - Cadena de les Caravanche (21.a)
  - Bacher (21.b)
- Alps de Salzburg (22)
  - Alps de Kitzbühel (22.a)
  - Steinernes Meer (22.b)
  - Kaisergebirge (22.c)
  - Leoganger Steinberge (22.d)
  - Tennengebirge (22.e)
  - Dachstein (22.f)
- Alps austríacs (23)
  - Totes Gebirge (23.a)
  - Grup del Pyhrgass (23.b)
  - Sengsengebirge (23.c)
  - Alps d'Ennstaler (23.d)
  - Hochschwab (23.e)
  - Raxalpe (23.f)
  - Schneeberg (23.g)
  - Prealps de l'Ötscher (23.h)
  - Wienerwald (23.i)
- Prealps d'Estíria (24)
  - Alps de Stub (24.a)
  - Alps de Glein (24.b)
  - Alps de Hoch (24.c)
  - Alps de Kor (24.d)
  - Windichen Bühel (24.e)
  - Muntanyes d'Estíria (24.f)
  - Bucklige Welt (24.g)
  - Rosalien-Gebirge (24.h)
- Prealps Trivénetos (25)
  - Muntanyes Lesines (25.a)
  - Altiplà d'Asiago (25.b)
  - Muntanyes Grappa (25.c)
  - Prealps de Belluno (25.d)
  - Prealps Càrnics (25.e)
  - Prealps Julians (25.f)
- Carso (26)
  - Petit Carso (26.a)
    - Carso de Monfalcone (26.a.a)
    - Carso Triestino (26.a.b)
    - Carso de la Cicceria (26.a.c)
    - Carso de Castua (26.a.d)

  - Carso d'Istria (26.b)